# CDU Hessen
Die CDU Hessen ist der zweitgrößte Landesverband einer Partei in Hessen und mit etwa 38.500 Mitgliedern Ende 2016 der fünftgrößte Landesverband der CDU. Vorsitzender ist Ministerpräsident Boris Rhein und Generalsekretär ist Leopold Born. Sitz des Verbandes ist Wiesbaden. Die dortige Landesgeschäftsstelle ist nach dem ehemaligen Vorsitzenden Alfred Dregger benannt.

## Organisation
Die CDU Hessen ist in 6 Bezirksverbände aufgeteilt, die wiederum in 26 Kreisverbände und 479 Stadt-, Gemeinde- und Ortsverbände organisiert sind.

## Programm 2014–2019
Das aktuelle Wahlprogramm der CDU Hessen „Gemeinsam auf dem Weg – Ideen für die Zukunft Hessens. Zukunftsprogramm 2014-2019“ wurde auf dem 106. Landesparteitag der CDU Hessen am 6. Juli 2013 in Offenbach am Main beschlossen.
Für das geplante neue Verfassungsschutzgesetz und für die geplante Novellierung des hessischen Polizeigesetzes erhielt die CDU-Fraktion gemeinsam der Grünen-Fraktion im Hessischen Landtag 2018 den Negativpreis BigBrotherAward in der Kategorie Politik. Laudator Rolf Gössner urteilte: Ihre Gesetzesinitiative enthält eine gefährliche Ansammlung gravierender Überwachungsermächtigungen, die tief in Grundrechte eingreifen und den demokratischen Rechtsstaat bedrohen.

## Programm 2008–2013
Das Programm der CDU Hessen „Mutig. Modern. Menschlich. Regierungsprogramm 2008-2013“ wurde auf dem 99. Landesparteitag der CDU Hessen am 3. November 2007 in Stadtallendorf beschlossen. In der hessischen Landespolitik bezieht die CDU unter anderem folgende Positionen:
In der Schulpolitik steht die Union für die Wahlfreiheit der Eltern zwischen dem gegliederten Schulsystem und der Gesamtschule. Sie strebt an, freiwillige Ganztagsangebote flächendeckend auszubauen. Im Mittelpunkt der Schulpolitik steht das Bemühen, die Leistungsfähigkeit der Schulen zu stärken. Hierzu zählt das Zentralabitur, die weitere Verbesserung der Ausstattung der Schulen mit Lehrern und die Qualitätssicherung der Lehre. Die Hochschulpolitik der letzten Jahre war von der Auseinandersetzung um die Studiengebühren bestimmt. Nachdem diese 2008 mit den Stimmen von SPD, Grünen und Linkspartei abgeschafft worden waren, kündigte Roland Koch an, sie nicht wieder einführen zu wollen.
In der Wirtschaftspolitik hält die CDU den Ausbau der Flughäfen Frankfurt und Kassel und den Ausbau der Infrastruktur, beispielsweise des Verkehrsnetzes von Autobahnen und Bundesstraßen für notwendig. Ein Schwerpunkt des Programms ist die Förderung Nordhessens. In der Finanzpolitik fordert die Union einen Stopp der Staatsverschuldung, eine Reduzierung des Länderfinanzausgleichs (bei dem Hessen größter Nettozahler ist) und einen Bürokratieabbau.
Zur Sicherstellung einer sicheren und preiswerten Energieversorgung sei ein Energiemix unter Einschluss der Kernenergie nötig. Dies erfordere eine Verlängerung der Laufzeit des Kernkraftwerks Biblis. Die Nutzung der Kernenergie ist auch Teil des Konzeptes zu einer klimafreundlichen Energieerzeugung. Weitere Aspekte hierzu sind die Förderung der Energieeffizienz und der Biomasse. Der Ausbau der Windenergie in Hessen soll nach dem Willen der Union in Hessen „mit Augenmaß“ erfolgen.
In der Innen- und Sicherheitspolitik wird eine Fortsetzung der Verstärkung der Polizei gefordert. Die CDU setzt weiterhin auf die umstrittenen Themen Videoüberwachung öffentlicher Plätze und freiwilliger Polizeidienst. Ein Schwerpunkt ist auch die konsequente Ahndung der Jugendkriminalität.

## Geschichte

### Gründung
Nach dem Zweiten Weltkrieg wurde durch die amerikanische Besatzungsmacht das Bundesland Groß-Hessen aus der preußischen Provinz Hessen-Nassau und dem Volksstaat Hessen gebildet. Dabei fielen Rheinhessen und vier in der französischen Besatzungszone gelegene ehemals nassauische Landkreise an Rheinland-Pfalz. Am 27. August 1945 gestattete die Militärregierung die Bildung von Parteien auf Kreis- und am 23. November 1945 auf Landesebene.
Am 25. November 1945 wurde daher der Landesverband Hessen der CDU gegründet. Vorweg hatten sich in vielen Städten und Kreisen lokale Parteigliederungen gebildet, so z. B. am 20. August 1945 die CDU Kassel oder am 15. September 1945 die Christlich-Demokratische Partei Frankfurt. Die Namen waren zunächst vielfältig: Die Deutsche Aufbau-Bewegung Darmstadt, die Christliche Volks-Vereinigung im Rheingau und andere Varianten einer Christlich-Demokratischen Partei. Nach dem Vorbild der Berliner Parteiorganisation wurde der Name mit der Landesverbandsgründung dann auf 'CDU' vereinheitlicht. Werner Hilpert wurde der erste Landesvorsitzende.

Werbung um Katholiken

Werbung um Protestanten

Die CDU verstand sich als konfessionsübergreifende Partei. Dennoch war der überwiegende Teil der Mitglieder damals katholisch. So waren Ende 1945 477 von 599 Mitgliedern der CDU Frankfurt, einer evangelisch geprägten Stadt, katholischen Glaubens. Entsprechend schwer hatte es die CDU mit dem Parteiaufbau in den evangelischen Gebieten Nord- und Mittelhessens. Sie bemühte sich in den evangelischen Landesteilen, durch die Wahlwerbung deutlich zu machen, dass die CDU nicht die Fortsetzung der früheren Zentrumspartei Hessen, sondern eine neue, überkonfessionelle Partei war. Der am 25. November 1945 gewählte und auf dem Landesparteitag am 30. Mai 1946 bestätigte Landesvorstand war in Bezug auf die Konfessionszugehörigkeit deshalb streng paritätisch besetzt. Werner Hilpert (katholisch, früher Zentrum) als Landesvorsitzendem stand Erich Köhler (evangelisch, früher DVP) zur Seite. Anders als die CDU Nordrhein-Westfalen, die sich in den Landtagswahlen der Konkurrenz durch die wieder gegründete Zentrumspartei stellen musste (das Zentrum war dort bis 1958 im Landtag), hatte die CDU Hessen von dieser Seite keine Konkurrenz, da die Zentrumspartei in Hessen nicht zu Landtagswahlen antrat.

Plakat der CDU Hessen 1945

Die CDU wollte nicht nur christlich gebundene Wähler ansprechen, sondern auch das gesamte bürgerliche Spektrum. Neben Liberalen aus der früheren DDP waren dies vor allem frühere Anhänger der DVP und der DNVP sowie der in ländlichen Gebieten ehemals starken Bauernparteien in der Weimarer Republik. Während der Anteil früherer NSDAP-Mitglieder in der CDU Hessen gering war, fanden sich viele ehemalige Widerstandskämpfer in ihren Reihen: Werner Hilpert, der erste Landesvorsitzende, war einst im KZ Buchenwald inhaftiert, Cuno Raabe aus Fulda gehörte dem Widerstandskreis um Carl Friedrich Goerdeler an und Maria Sevenich, die der CDU aber nur kurzzeitig (bis 1948) angehörte, war 1934 durch die Nationalsozialisten zum Tode verurteilt worden.
Ein namhaftes Gründungsmitglied der hessischen CDU war auch der spätere Bundesaußenminister Heinrich von Brentano.

### Die CDU als linker Landesverband unter Werner Hilpert (1947–1952)
Bei den Kommunalwahlen Anfang 1946 erreichte die CDU 36,9 % der Stimmen und lag damit klar hinter den Sozialdemokraten, die 43,2 % erreicht hatten. Auch die Wahl zur Verfassungberatenden Landesversammlung bestätigte dieses Bild: Die SPD erhielt 44,3 % der Stimmen, die KPD 9,7 %, so dass rechnerisch eine Mehrheit gegenüber den so genannten 'bürgerlichen Parteien' bestand. Die CDU kam mit 37,3 % auf Platz 2. Bei der Diskussion der Verfassung des Landes Hessen konnte sich die Union mit ihren wichtigsten Forderungen daher nicht durchsetzen.
Umstritten waren die Wirtschaftspolitik (siehe hierzu Sozialisierungsartikel 41), der Staatsaufbau, in dem die CDU die Einführung einer zweiten Kammer, eines hessischen Senates, forderte, und die Schulpolitik, in der die CDU für die Möglichkeit konfessioneller Schulen eintrat. Im September 1946 stimmte die Mehrheit von SPD und KPD in der Verfassungberatenden Landesversammlung gegen die Stimmen von LDP und CDU dem SPD-Entwurf der Verfassung zu. Allerdings waren große Teile der SPD mit dem Vorgehen unzufrieden, da zum einen die Zustimmung der Bevölkerung zur Verfassung nicht gesichert war und zudem die CDU als potentieller Koalitionspartner nicht verprellt werden sollte. Am 30. September 1946 kam es daher zu einem Kompromiss zwischen SPD und CDU. Bezogen auf den Sozialisierungsartikel und den Senat akzeptierte die Union die SPD-Position. In der Frage der Schul- und Religionspolitik setzte sie sich durch. Die Verfassung als Ganzes wurde in einer Volksabstimmung im Dezember 1946 von 76,4 % der Wähler und der Sozialisierungsartikel von 72 % angenommen.
Bei der Landtagswahl in Hessen 1946 erreichte die Union mit 31 % ein noch schlechteres Ergebnis. Als Folge wurde eine Große Koalition aus SPD und CDU gebildet. Werner Hilpert wurde stellvertretender Ministerpräsident im Kabinett Stock. In den Folgejahren gab es zahlreiche Konflikte zwischen der hessischen und der Bundes-CDU. Ein Konflikt war die Hauptstadtfrage. Hier unterstützte die Hessen-CDU den Vorschlag, Frankfurt als vorläufige Bundeshauptstadt zu wählen, konnte sich aber im Parlamentarischen Rat nicht durchsetzen. Gravierender war der Konflikt um künftige Koalitionen. Während Konrad Adenauer und die Bundes-CDU auf eigene Mehrheiten und bürgerliche Koalitionen setzten, propagierte der hessische Landesverband die Einrichtung großer Koalitionen und orientierte sich konsequenterweise auch inhaltlich an den Positionen der SPD. Schon die „Frankfurter Leitsätze“, das erste Programm der CDU Frankfurt, hatten einen Christlichen Sozialismus gefordert. Die CDU Hessen galt „manchen bürgerlichen Wählern als „linke“ Volkspartei“.
Die Anhänger einer vom Staat so wenig wie möglich regulierten Wirtschafts- und Gesellschaftspolitik sowie die einer eher insgesamt national ausgerichteten Politik fanden eine Heimat vor allem bei der FDP, die in Hessen als LDP auftrat.
Das Ergebnis der Landtagswahl in Hessen 1950, in der über diese Ausrichtung abgestimmt werden konnte, war für die CDU desaströs. Lediglich 19 % der Wähler gaben ihre Stimme der Union. Im Gegenzug erreichte die LDP (in Listenverbindung mit dem Gesamtdeutschen Block/Bund der Heimatvertriebenen und Entrechteten) 31,8 % der Stimmen. Die SPD konnte alleine eine Regierung stellen.

### Die CDU unter Wilhelm Fay (1952–1967)
Wilhelm Fay, in der Weimarer Zeit Mitglied der Zentrumspartei, löste 1952 Werner Hilpert im Landesvorsitz ab. Fay war ab 1937 NSDAP-Mitglied gewesen. Die Zeit der ehemaligen Widerstandskämpfer gegen den Nationalsozialismus in der CDU Hessen ging damit zu Ende.

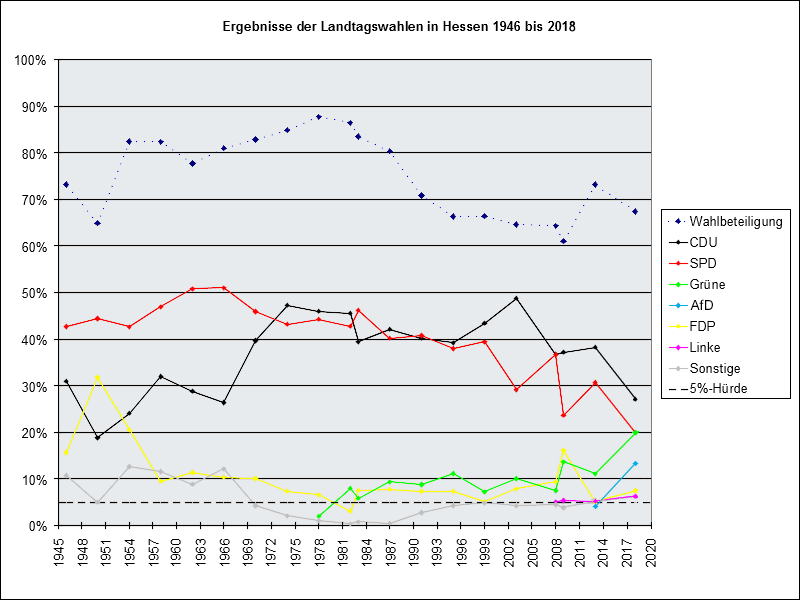
Ergebnisse der Landtagswahlen in Hessen

Die Politik in Hessen wurde in den 1950er und frühen 1960er Jahren von Ministerpräsident Georg August Zinn und der SPD bestimmt. Bei der Landtagswahl 1954 hatte die CDU mit einem Wahlergebnis von 24,1 % sich spürbar verbessert und die SPD mit 42,6 % leicht verloren. Die FDP hatte hingegen über 10 %-Punkte eingebüßt und war der eigentliche Wahlverlierer. Erstmals als eigenständige Partei in den Landtag eingezogen war der BHE, mit dem Zinn dann eine Koalition bildete. Die Landtagswahl 1958 ergab zwar einen Anstieg des CDU-Stimmenanteils auf 32,0 % – sicherlich vor allem erklärbar aus dem für die FDP katastrophalen Wahlausgang: von 20,5 % auf 9,5 % –, die SPD/BHE-Koalition wurde aber mit Stimmengewinnen für die SPD bei fast gleichbleibendem Resultat für den BHE bestätigt und verfügte über eine klare Mehrheit. Die Popularität Zinns führte 1962 und 1966 sogar zu absoluten Mehrheiten der SPD. Mit der Landtagswahl 1966 war die CDU auf einem neuen Tiefpunkt angekommen. Lediglich 26,4 % der Wähler machten ihr Kreuz bei den Christdemokraten. Stimmen am rechten Rand hatte die NPD weggenommen, die mit 7,9 % in den Landtag einzog.
In den Jahren des Vorsitzes von Wilhelm Fay baute die CDU Hessen ihre Parteiorganisation auf. Die Anzahl der Mitglieder konnte von 9000 auf 23500 gesteigert werden. Dies schuf die Basis für kommunalpolitische Arbeit. Im Jahr 1956 entfielen von den 23.000 kommunalpolitischen Mandaten nur 1.700 auf die Union. 1960 gelang es der CDU zumindest in den Städten und Kreistagen bereits auf 30 % der Mandate zu kommen. Aber der Anspruch der CDU, in jedem Dorf auch Kandidaten stellen zu können, wurde weiterhin bei weitem nicht erfüllt.

### Ära Alfred Dregger (1967–1982)

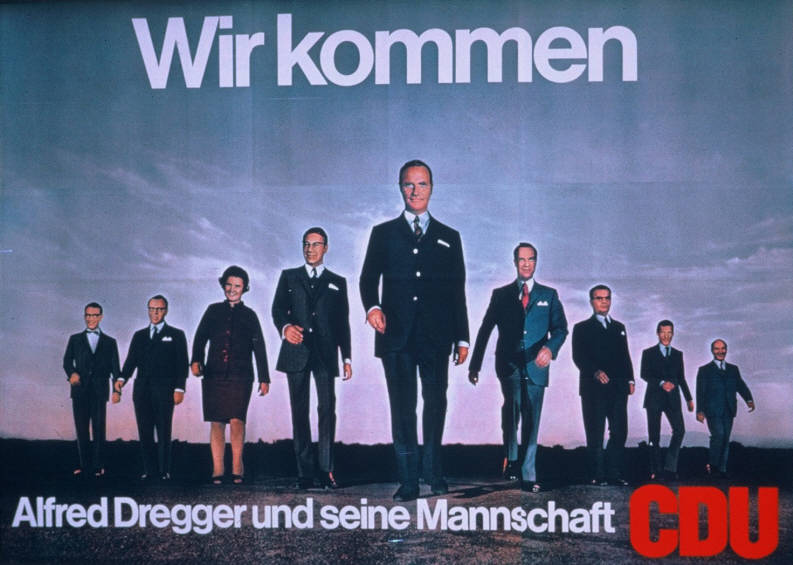
Das „Django“-Plakat

Nach der Wahlniederlage von 1966 trat der neu gewählte Landesvorsitzende Alfred Dregger am 2. Dezember 1967 auf dem Eltviller Landesparteitag mit dem Versprechen an: „Wir wollen die Mehrheit in Hessen gewinnen!“. Alfred Dregger gelang es aber den Landesverband zu einer geschlossenen und angriffslustigen Einheit zusammenzuschweißen. Sichtbares Zeichen war das Wahlkampfplakat im Landtagswahlkampf 1970, in dem Alfred Dregger nicht als Person, sondern als Kopf seines vorwärts marschierenden Teams dargestellt wurde. Von der Presse wegen der Ähnlichkeit mit einem Filmplakat als Django kritisiert, gelang dennoch ein Stimmenzuwachs von 13 Prozentpunkten. Neben dem innovativen Wahlkampf (erstmals hatte die Union z. B. Meinungsumfragen in Auftrag gegeben und im Wahlkampf genutzt) war auch die neue Oppositionsrolle im Bund Auslöser dieses Wahlsieges. Hinzu kamen die Verluste der NPD, die nicht mehr in den Landtag gewählt wurde. Zudem hatte der BHE (1966 immerhin noch 4,3 %) nicht mehr kandidiert.

Plakat der CDU Hessen 1976 zum Helaba-Skandal

Dregger setzte die konsequente Oppositionspolitik fort und erwarb sich dadurch den Ruf eines konservativen Hardliners. Die CDU errang 1974 einen sensationellen Wahlsieg, als sie mit 47,5 % stärkste Partei wurde und nur knapp unter der absoluten Mandatsmehrheit blieb. Auch wenn die Regierungsübernahme nicht erreicht wurde, weil die FDP, ihrer Wahlaussage folgend, die sozialliberale Koalition fortsetzte, wurde der 1967 in Eltville verkündete Siegeswille nunmehr ernst genommen.
Inhaltlich wurde in den 1970er Jahren in Hessen hauptsächlich um zwei Themen gerungen: Die Gebietsreform und die Schulpolitik. Seit Mitte der 60er Jahre stand eine Neuorganisation der hessischen Gemeinden und Kreise auf der politischen Agenda. Die Landesregierung hatte den Gebietskörperschaften bis 1972 Zeit gegeben, sich freiwillig zu größeren Einheiten zusammenzuschließen. Als dies allein nicht zu dem gewünschten Ergebnis führte, regelte der Landtag weitere Zusammenschlüsse zwangsweise per Gesetz und löste damit vielerorts eine Welle der Empörung aus, von der die CDU als Opposition profitierte. Besonders extrem war das Beispiel der Stadt Lahn, die aus den 15 km getrennt liegenden Städten Gießen und Wetzlar gebildet wurde. Die SPD/FDP-Landesregierung löste die Stadt Lahn 1979 wieder auf. Die anderen Veränderungen wurden später auch von CDU-geführten Regierungen nicht mehr revidiert.
Das zweite zentrale Thema der Landespolitik war die Schulpolitik. Der Versuch der SPD-geführten Regierung, das gegliederte Schulsystem zugunsten der Gesamtschule abzuschaffen, stieß auf massiven Widerstand der betroffenen Eltern gegen die Politik von Kultusminister Ludwig von Friedeburg. Roland Koch sagte später: „Ludwig von Friedeburg hat der CDU wahrscheinlich mehr Mitglieder zugetrieben als jeder andere“. Der Widerstand von CDU und Elternschaft war letztlich so groß, dass die von der SPD geführte Landesregierung von der forcierten Einführung der Gesamtschule Abstand nahm und sich mit der weiteren Existenz des dreigliedrigen Schulsystems abfand. Hierzu trug vor allem bei, dass die Mehrheit der Kreistage (die Kreise sind in Hessen Schulträger) eine Dominanz der CDU aufwies. Inhaltlich positionierte sich die CDU Hessen als konsequente Opposition zu den Rahmenrichtlinien für Gesellschaftslehre und der damit verbundenen Abschaffung des Geschichtsunterrichts.
Die Folge dieser Auseinandersetzungen war ein Erdrutschsieg der Union bei den Kommunalwahlen in Hessen 1977. Eine Vielzahl von Orten, die die SPD langjährig regiert hatte, fiel nun an die Union. Dazu bei trug sicher auch der Hinweis auf den so genannten roten Filz, der von der CDU an der Spendenaffäre der Frankfurter SPD und dem Helaba-Skandal festgemacht wurde. Besonders aufsehenerregend war der Wahlsieg in Frankfurt, wo Walter Wallmann Oberbürgermeister wurde, und das Ergebnis in der „Stadt Lahn“, in der die CDU 30,2 Prozentpunkte Zuwachs erzielte und auf 50,7 % kam.
Die Landtagswahl von 1978 fiel für die CDU dennoch enttäuschend aus, da sie ihr Ergebnis von 1974 nicht halten konnte, sondern sogar leicht verlor, während sich die sozialliberale Koalition mit fast unveränderten Resultaten behauptete. Bei der im September 1982 stattfindenden Landtagswahl hatten hingegen alle Meinungsumfragen einen Sieg der CDU und eine Regierungsmehrheit vorausgesagt, zumal sich die FDP für eine Koalition mit der CDU ausgesprochen hatte. Das Ende der sozialliberalen Koalition im Bund führte jedoch zu einer Solidarisierung mit der SPD und einem Wahldesaster für die FDP, die erstmals in Hessen aus dem Landtag ausschied, während die CDU stagnierte. Die SPD versuchte, die Wahl zu einer Protestwahl gegen die Politik in Bonn zu machen, und plakatierte erfolgreich gegen den „Verrat“ der FDP. Weder CDU noch SPD konnten eine Mehrheit erreichen. Durch den Einzug der GRÜNEN in den Landtag kam es zu den „hessischen Verhältnissen“. Alfred Dregger erklärte noch in der Wahlnacht seinen Rücktritt als Landesvorsitzender.
Auch wenn die Ära Dregger nicht zum erhofften Regierungswechsel führte, vermochte die CDU in dieser Zeit dennoch zu einer echten Volkspartei in Hessen aufzusteigen: Bei Amtsantritt Dreggers zählte sie ca. 22.000 Mitglieder, 1982, als Dregger seinen Parteivorsitz niederlegte, über 71.000. Auch wenn die Parteien in den 1970er Jahren generell hohe Zuwächse der Mitgliederzahlen hatten, ragte der Zuwachs der hessischen Union weit über die durchschnittlichen Zahlen hinaus.

### Von „Hessischen Verhältnissen“ zur Regierung Wallmann
Auf dem Landesparteitag der hessischen CDU am 18. Dezember 1982 wurde Walter Wallmann, der im Gegensatz zu Dregger als Liberaler galt, mit großer Mehrheit zum neuen Landesvorsitzenden gewählt. Im Lande regierte Holger Börner mit einem Minderheitskabinett, da die Mehrheitsverhältnisse, ohne Beteiligung der Grünen, lediglich eine große Koalition ermöglicht hätten. Dies wurde von der SPD jedoch nicht angestrebt, da die Union als stärkste Partei den Posten des Ministerpräsidenten beansprucht hätte. Von Fall zu Fall suchte Börner wechselnde Mehrheiten im Landtag zu erreichen, was jedoch zu instabilen und den sogenannten „hessischen Verhältnissen“ führte. Somit kam es zu Neuwahlen, bei denen die CDU auf eine Koalition mit der FDP setzte. Eine Zweitstimmenkampagne der FDP ermöglichte dieser den sicheren Wiedereinzug in den Landtag, führte aber zu einem deutlichen Verlust von Wählerstimmen der CDU, die erstmals seit 1970 unter 40 % sank. Die SPD mit ihrem Spitzenkandidaten Holger Börner war mit klarem Abstand stärkste Partei. CDU und FDP zusammen verfügten genau so wenig über eine Mehrheit wie die SPD alleine, für eine Mehrheitsbildung bedurfte es, da eine sozialliberale Koalition so unrealistisch war wie eine Große Koalition, der Grünen. Nach einer Zeit der Tolerierung bildete Börner die erste Rot-Grüne Koalition.

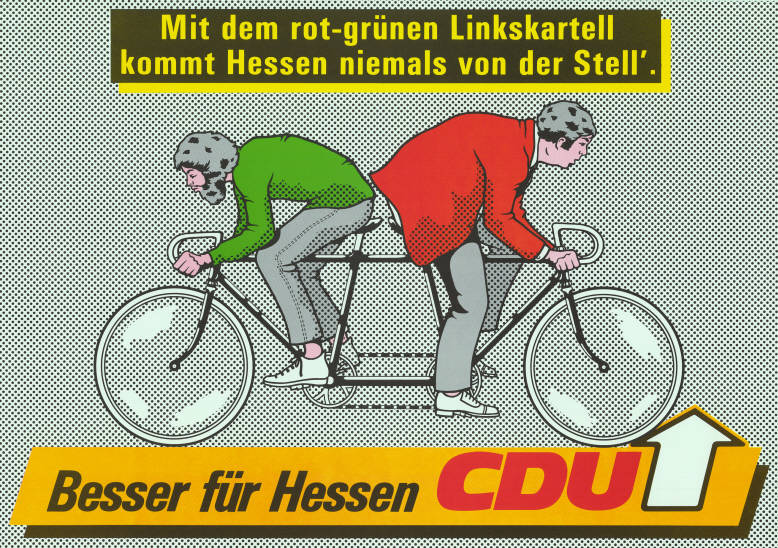
Plakat gegen Rot-Grün aus dem Landtagswahlkampf 1983

Sowohl die Tolerierungsphase als auch die Koalitionszeit wurden bestimmt durch den Konflikt zwischen „Fundis“ und „Realos“ auf Seiten der Grünen und diversen Konflikten zwischen den Koalitionspartnern SPD und Grüne. Die CDU und die ihr nahestehende Presse sprachen vom „Rot-Grünen Chaos“. Das Kommunalwahlergebnis 1985 konnte indessen nicht als Votum gegen Rot-Grün verstanden werden. Die CDU blieb zwar in den Kommunen stärkste Kraft, ging aber in den Landkreisen und kreisfreien Städten von 47,6 % auf 41,1 % zurück. Gewinner war die SPD.
Das beherrschende Thema der CDU in dieser Legislaturperiode war wieder die Schulpolitik. Die Landesregierung führte an allen Schulen die „Förderstufe“ in der 5. und 6. Klasse ein. Gegen diese Politik setzte die Union auf „Schulfreiheit“, d. h. die Wahlfreiheit zwischen Förderstufe und dem direkten Übergang auf die weiterführende Schule nach der 4. Klasse. Die von der CDU initiierte und unterstützte „Bürgeraktion Freie Schulwahl“ sammelte über 200.000 Unterschriften gegen das Gesetz und klagte vor dem Staatsgerichtshof gegen die Zwangsförderstufe.
Mit dem Reaktorunglück von Tschernobyl 1986 rückte die Atompolitik noch stärker in den Fokus der hessischen Politik. Walter Wallmann wurde erster Bundesumweltminister und die Rot-Grüne Koalition in Hessen zerbrach am Streit über das Hanauer Nuklearunternehmen Alkem.
Die Landtagswahl 1987 führte zur erstmaligen Regierungsübernahme durch die CDU. Das Wahlergebnis war äußerst knapp: 49,9 % für CDU und FDP gegenüber 49,6 % für SPD und Grüne ergaben eine Mehrheit von 2 Stimmen im Parlament. Die neue CDU/FDP-Koalition unter Walter Wallmann setzte ihr Versprechen von der Schulfreiheit mit dem „Gesetz zur Wiederherstellung der freien Schulwahl im Lande Hessen“ um. Weitere Schwerpunkte der Arbeit waren die Stärkung der kommunalen und der Landesinvestitionen und der Wirtschaftsförderung.
Die zwischen SPD und CDU vereinbarte Anhebung der Landtagsdiäten wurde von der Öffentlichkeit als Skandal bewertet. Die Parteien mussten von der Erhöhung Abstand nehmen und Landtagspräsident Jochen Lengemann (CDU) trat 1987 zurück. Bei den Kommunalwahlen am 12. März 1989 brach die Union ein. 34,3 % (nach 41,1 % 1985 und sogar 47,6 % 1981) lagen zwar im Bundestrend, wurden aber auch als Warnung an die Landespolitik kommentiert. Erneut war das Wahlergebnis in Frankfurt ein Indikator: Die CDU verlor nicht nur die Kommunalwahl und den Posten des Oberbürgermeisters, mit 6,6 % zog auch die NPD in den Römer ein und bildete damit eine Konkurrenz der CDU von rechts.
Nach der Wende 1989/90 bildete die Landespartei eine Partnerschaft mit der Parteigliederung des Nachbarlands Thüringen und unterstützte sie bei den anstehenden Wahlkämpfen.

### Oppositionspartei in der Ära Kanther
Die Landtagswahl 1991 war von dem drei Tage vorher beginnenden Zweiten Golfkrieg überschattet und ergab bei einem erneut sehr knappen Wahlausgang eine Mehrheit für Rot-Grün. Die CDU bestimmte anstelle des abgewählten Ministerpräsidenten Wallmann Manfred Kanther zum Oppositionsführer, der sich in der Abstimmung in der Fraktion mit 30 zu 16 Stimmen gegen Roland Koch durchsetzte, der mit dem Konzept einer Doppelspitze (Koch als Fraktionsvorsitzender, Karlheinz Weimar als Landesvorsitzender) angetreten war.
In den folgenden Jahren konnte sich die CDU in den Kommunen neu etablieren. Die von Walter Wallmann initiierte Direktwahl der Bürgermeister führte in den Folgejahren zu einer Reihe von Wahlsiegen, unter anderem in Kassel, wo Georg Lewandowski 1993 unerwartet zum Oberbürgermeister gewählt wurde, auch in Marburg und Rüsselsheim wurden die Kandidaten der Union Stadtoberhäupter. Auch wenn die CDU bei der Kommunalwahl vom 7. März 1993 mit 32 % keinen Erfolg verbuchen konnte, gelang ihr am 25. Juni 1995 mit der Wahl von Petra Roth als Oberbürgermeisterin von Frankfurt ein großer kommunalpolitischer Erfolg.
Im Wahlkampf für die Landtagswahl 1995 setzte die CDU auf die von Kanther vertretene Linie. Kanther, der Dregger als sein Vorbild betrachtete, hatte sich als Bundesinnenminister den Ruf eines konsequenten Konservativen erworben. Schwerpunktthemen des Wahlkampfs waren neben der Schulpolitik daher die Bereiche der Kriminalitätsbekämpfung und der Wirtschaft. Nach den erfolgreichen Wahlen zum Europaparlament am 12. Juni 1994 und der Bundestagswahl 1994 hoffte die CDU, bei der Landtagswahl erneut eine Regierungsmehrheit zu erreichen. Zwar wurde die CDU mit 39,2 % wieder stärkste Fraktion, die Verluste der SPD wurden jedoch durch Gewinne der Grünen mehr als kompensiert, so dass die rot-grüne Koalition für weitere vier Jahre bestätigt wurde. Neuer Fraktionsvorsitzender und Oppositionsführer wurde Roland Koch

Wahlplakate der CDU Hessen 1995

### Regierung Koch I

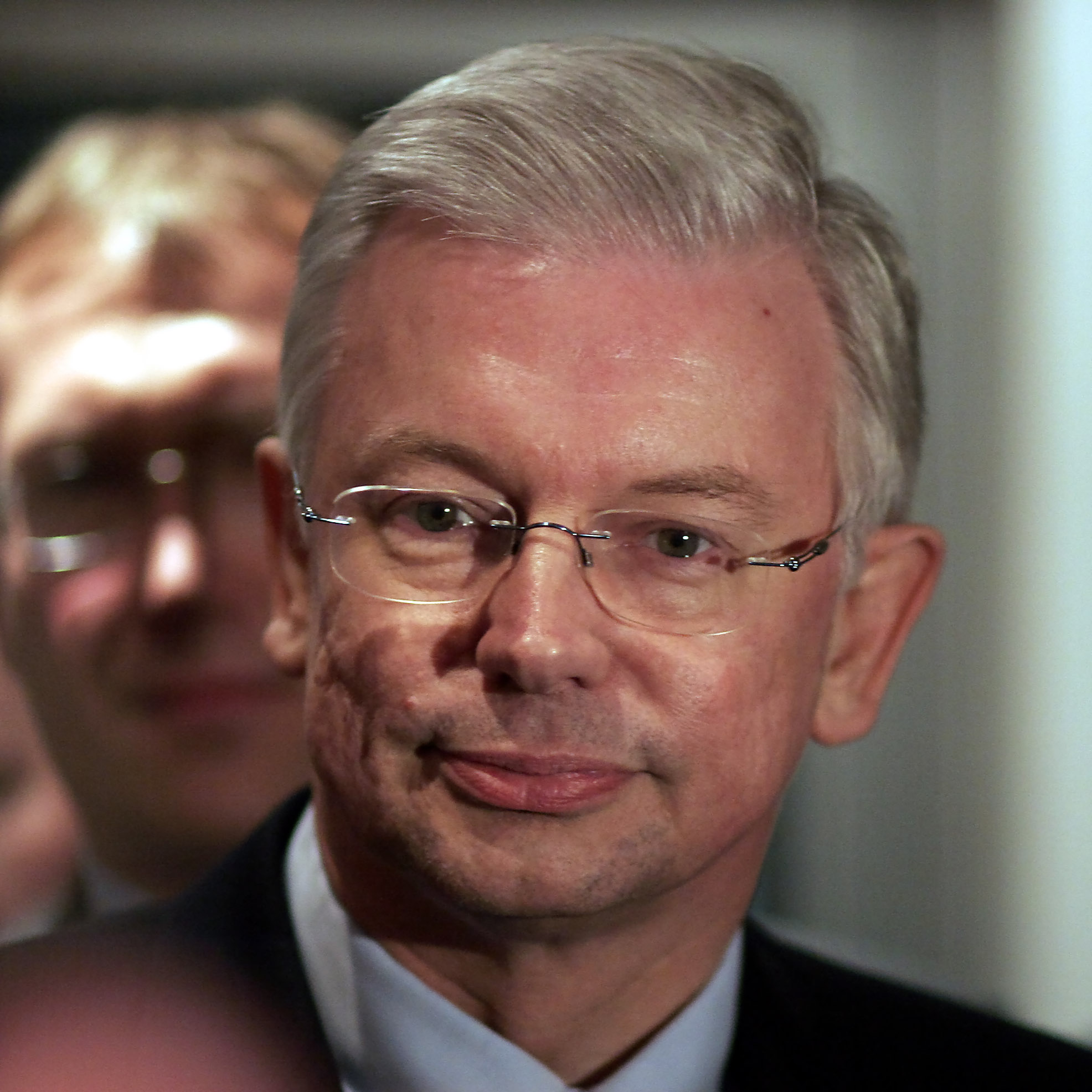
Roland Koch

Die Landtagswahl 1999 brachte erneut einen Regierungswechsel in Hessen. Die Ausgangsvoraussetzungen hierfür waren aus Sicht der Union schlecht. Bei der Bundestagswahl 1998 war Helmut Kohl nach 16 Jahren Kanzlerschaft abgewählt worden. Die Meinungsforscher sagten einen klaren Sieg von Rot-Grün bei der Landtagswahl voraus. Grundlage des Wahlsieges der Union war, dass sich die hessische CDU das Unbehagen in Teilen der Bevölkerung über den Plan der rot-grünen Bundesregierung, doppelte Staatsangehörigkeit künftig generell zuzulassen, zunutze machte und durch eine Unterschriftenaktion die Öffentlichkeit dagegen einzunehmen versuchte. Dabei gelang es, eine Vielzahl von Unterschriften gegen die Reform des deutschen Staatsbürgerschaftsrechts zu sammeln und einen Umschwung der öffentlichen Meinung zu Gunsten der Union zu bewirken. Die CDU erreichte bei der Wahl 43,4 % der Stimmen und konnte mit der FDP Roland Koch zum Ministerpräsidenten wählen.
Anfang 2000 geriet die hessische CDU in eine ernste Krise, die CDU-Spendenaffäre. Kanther hatte im Jahre 1983 insgesamt 8 Millionen DM der Landes-CDU ins Ausland transferiert. Diese Mittel flossen teilweise im Laufe der Zeit als „Vermächtnisse“ oder Kredite getarnt zurück an die Hessen-CDU. Nach Aussage aller Beteiligten hatten Kanther und der damalige Schatzmeister Casimir Johannes Prinz zu Sayn-Wittgenstein-Berleburg das Wissen über die Gelder für sich behalten und weder Koch noch Wallmann darüber informiert. Kanther wurde wegen dieser Spendenaffäre wegen Untreue zu Lasten der CDU Hessen rechtskräftig zu einer Geldstrafe verurteilt.
Wegen der unvollständigen Rechenschaftsberichte musste die Partei eine Strafe von 41,3 Millionen DM zahlen, was sie lange finanziell schwächte. Noch schwerwiegender war der Verlust an Glaubwürdigkeit, da Kanther als Parteichef wie als Innenminister für „Recht und Ordnung“ gestanden hatte und nun als Straftäter verurteilt war. Koch hatte im Januar erklärt, er wolle die Spenden-Affäre „brutalst möglich“ aufklären, musste aber selbst einräumen, nicht die Wahrheit gesagt zu haben, da er Journalisten trotz mehrfacher Nachfrage die Rückdatierung eines Kreditvertrags über 2 Millionen DM, der Geldflüsse in der Parteibuchhaltung rechtfertigen sollte, verschwiegen hatte. Seitdem war auch seine Glaubwürdigkeit beschädigt.
Während dieser Legislaturperiode schuf die Regierung Koch 3000 zusätzliche Lehrerstellen, um die Unterrichtsausfälle, die die hessische CDU im Landtagswahlkampf 1999 kritisiert hatte, zu beheben. Ein weiterer Schwerpunkt war die Verkehrspolitik. Die Landesregierung trieb einige Infrastrukturprojekte, wie den Ausbau der Bundesautobahn 49 oder der Bundesautobahn 44, voran, erhöhte die Landesmittel für den Straßenbau signifikant und ergriff im Rahmen des Projektes Staufreies Hessen 2015 Maßnahmen zur Staureduzierung.

### Regierung Koch II
Die relativ positive Bewertung der hessischen Landespolitik in Verbindung mit der für die Union positiven (bundes)politischen Gesamtstimmung führte bei der Landtagswahl 2003 zum mit 48,8 % besten Ergebnis, das die CDU bis dahin in Hessen erzielt hatte. Sie erreichte damit eine absolute Mehrheit der Mandate im Landtag und bildete fortan eine Alleinregierung.
Um den Landeshaushalt zu konsolidieren, wurde ein Sparprogramm vorgelegt, mit dem insgesamt eine Milliarde Euro eingespart werden sollten. Das Programm sah unter anderem eine Verlängerung der Arbeitszeit der Beamten auf 42 Wochenstunden und den Austritt Hessens aus der Tarifgemeinschaft deutscher Länder vor, zudem wurden allgemeine Studiengebühren eingeführt. Bei der Diskussion um die Erweiterung des Frankfurter Flughafens versuchte die hessische Landesregierung, die von Anfang an für einen Ausbau eingetreten war, über eine Mediation die Interessen von Flughafen, Fluggesellschaften und Anliegern miteinander zu vereinbaren. Umstritten waren die Reduzierung oder ein Verbot von Nachtflügen, das nicht durchgesetzt wurde. Die Regierung Koch genehmigte den Ausbau im Dezember 2007.

Wahlplakat der CDU Hessen 2008

Wahlplakat der CDU Hessen 2009

Vor der Landtagswahl 2008 ergaben alle Wahlumfragen Verluste für die CDU, aber eine Mehrheit für Schwarz-Gelb. Die CDU versuchte den Trend wie 1999 durch eine polarisierende Kampagne, nun gegen eine mögliche rot-rot-grüne Mehrheit („Ypsilanti, Al-Wazir und die Kommunisten stoppen!“) und die Thematisierung der Jugendkriminalität umzukehren. Diese Strategie war dieses Mal gänzlich erfolglos, die Partei verlor 12 Prozentpunkte und fuhr mit 36,8 % das schlechteste Ergebnis seit über 40 Jahren ein. Eine Mehrheit war auch mit der FDP zusammen nicht zu erreichen. SPD und Grüne verfügten ebenfalls über keine eigene Mehrheit. Da sich die FDP Gesprächen mit der SPD über eine mögliche Ampelkoalition verweigerte und eine Große Koalition unter Kochs Führung wegen der Polarisierung im Wahlkampf ausgeschlossen war, herrschten erneut „hessische Verhältnisse“, wenn auch unter anderen Auspizien. Die SPD-Spitzenkandidatin Andrea Ypsilanti rückte daraufhin von ihrer Aussage vor der Wahl, sich nicht mit den Stimmen der Linken zur Ministerpräsidentin wählen zu lassen, ab. Aufgrund der Weigerung der SPD-Abgeordneten Dagmar Metzger, Ypsilanti unter diesen Umständen zu wählen, blieb Roland Koch geschäftsführend im Amt. Nachdem der Versuch einer Regierungsbildung im November 2008 durch Ypsilanti endgültig gescheitert war, löste sich der Landtag auf und die CDU trat bei der vorgezogenen Landtagswahl in Hessen 2009 erneut mit Roland Koch als Spitzenkandidat an.

### Von der Regierung Koch III über Volker Bouffier zu Boris Rhein
Mit einem Ergebnis von 37,2 % wurde die hessische CDU bei der Landtagswahl 2009 mit mehr als zehn Prozent Abstand vor der SPD, die ein Wahldesaster erlebte, stärkste Partei, konnte aber überraschenderweise und entgegen den Meinungsumfragen von den dramatischen Verlusten der SPD nicht profitieren: Sie erhielt weniger Stimmen als 2008 und gewann nur prozentual geringfügig hinzu. Wahlgewinner waren FDP und Grüne. CDU und FDP erhielten eine Mehrheit und bildeten eine Koalition unter Führung von Roland Koch. Dass dessen Position durch den Wahlausgang nicht gestärkt und er selbst in Kreisen von CDU und FDP umstritten war, zeigte sich bei der Wahl zum Ministerpräsidenten, bei der er vier Stimmen weniger erhielt, als CDU und FDP Mandate hatten. Er wechselte ein Jahr später in die Wirtschaft. Im Juni 2010 wurde Volker Bouffier Landesvorsitzender der CDU, im August desselben Jahres Ministerpräsident. Er setzte die Koalition mit der FDP fort.
Bei den Kommunalwahlen in Hessen 2011 blieb die hessische CDU mit 33,7 % zwar stärkste kommunale Kraft vor der SPD, musste aber Verluste von 4,8 Prozentpunkten hinnehmen.
Die Landtagswahl 2013 brachte der CDU einen leichten Zugewinn, durch die dramatischen Verluste der FDP verlor die Koalition jedoch ihre Mehrheit, woraufhin nach längeren Verhandlungen die erste schwarz-grüne Koalition in einem Flächenland gebildet und Bouffier am 18. Januar 2014 erneut zum Ministerpräsidenten gewählt wurde (siehe auch Kabinett Bouffier II). Die Ergebnisse der Landtagswahl von 2018 bedeuteten eine gravierende Verschiebung des Parteiengefüges: Während beide Volksparteien jeweils im zweistelligen Prozentpunktebereich verloren, die CDU dabei auf den Stand von 1966 zurückfiel und die SPD das bis dahin bei weitem schlechteste Ergebnis ihrer Geschichte einfuhr, wurden die Grünen knapp vor der SPD zweitstärkste Partei. Jede denkbare Parteienkonstellation hätte nur eine Einstimmenmehrheit im Landtag gehabt. Nach Sondierungsgesprächen mit SPD und Grünen wurde die Fortsetzung der bisherigen Koalition mit Volker Bouffier als Ministerpräsidenten beschlossen und dieser am 18. Januar 2019 mit der schwarz-grünen Ein-Stimmen-Mehrheit wiedergewählt. Er bildete das Kabinett Bouffier III. Zum 31. Mai 2022 legte Bouffier das Ministerpräsidentenamt nieder. Am selben Tag wurde der bisherige Landtagspräsident Boris Rhein zum Ministerpräsidenten gewählt und bildete das Kabinett Rhein I. Er löste im Juli 2022 schließlich Bouffier auch im Amt des Landesvorsitzenden der CDU ab.
Bei der Landtagswahl 2023 gelang es der CDU, den Großteil der Verluste von 2018 wieder auszugleichen und mit deutlichem Abstand größte Partei zu werden. SPD und Grüne sanken auf jeweils ca. 15 %. Eine Mehrheitsbildung war nach diesem Urnengang leichter als 2018, da die CDU sowohl mit ihrem bisherigen Regierungspartner, dem Bündnis 90/Grüne, als auch mit der SPD eine bequeme Mehrheit erreichen konnte. Die Partei entschied sich gegen die Fortsetzung der bisherigen schwarz-grünen Koalition und für eine Zusammenarbeit mit der SPD. Das neue Kabinett wurde am 18. Januar 2024 gewählt. Es ist die erste Koalition aus CDU und SPD in Hessen seit 1947, als Christian Stock mit der CDU eine Regierung bildete.

Logos der CDU Hessen im Zeitablauf
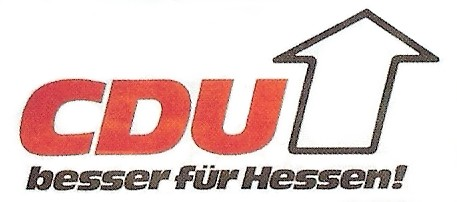
1970er Jahre
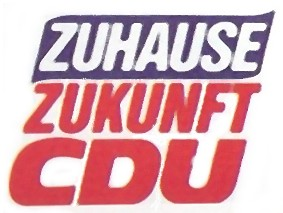
1980er Jahre
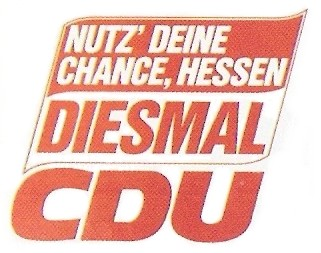
Variante im Wahlkampf 1987
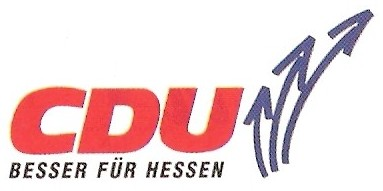
1990er Jahre
Logo 2000er Jahre
Logo im Jahr 2013
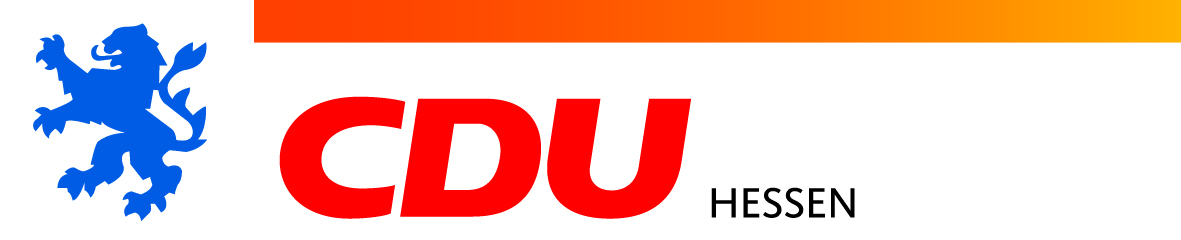
Logo 2014
Logo bis 2023
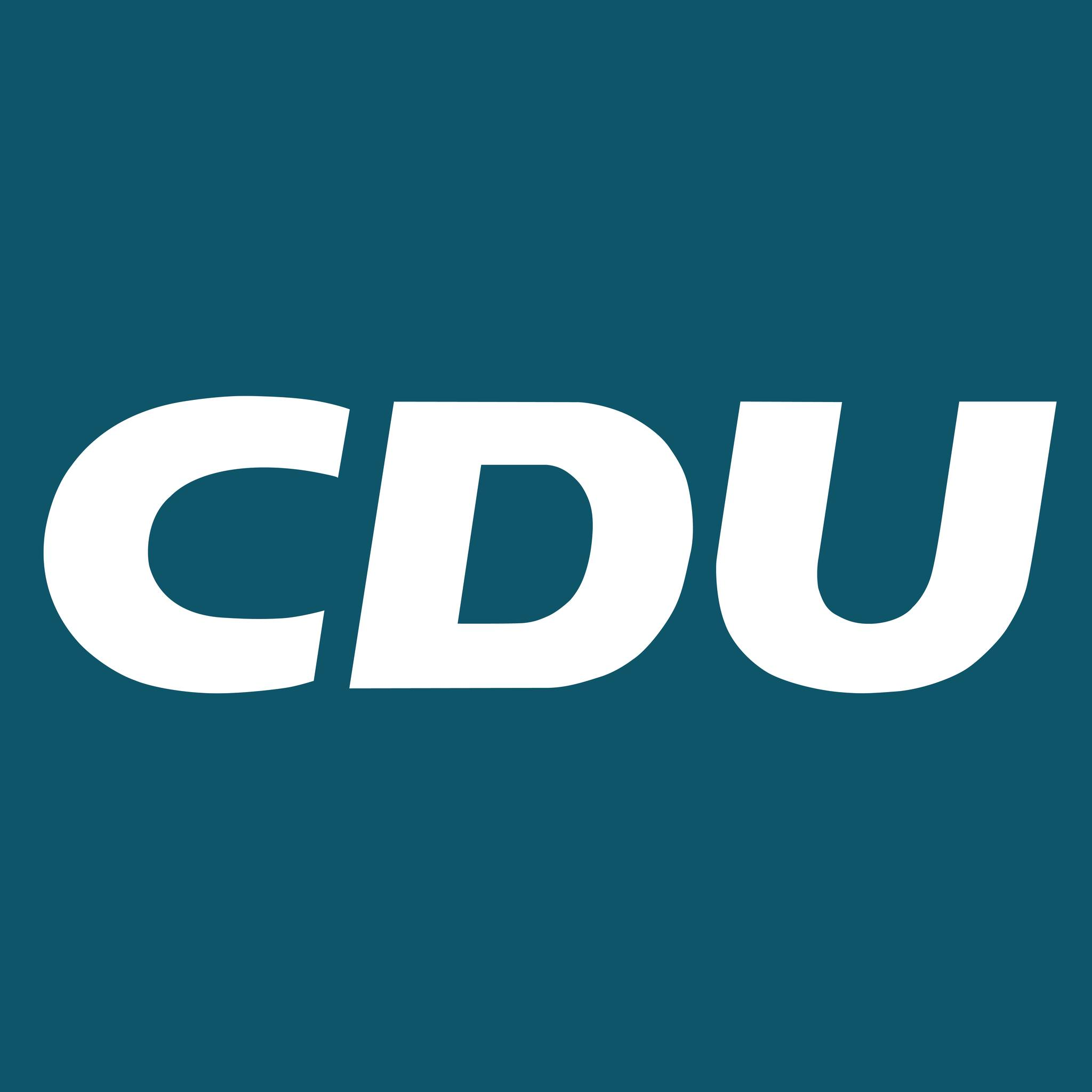
Logo ab 2023

## Personen

### Parteivorsitzende
| Jahre     | Vorsitzender    |
| 1945–1952 | Werner Hilpert  |
| 1952–1967 | Wilhelm Fay     |
| 1967–1982 | Alfred Dregger  |
| 1982–1991 | Walter Wallmann |
| 1991–1998 | Manfred Kanther |
| 1998–2010 | Roland Koch     |
| 2010–2022 | Volker Bouffier |
| seit 2022 | Boris Rhein     |

### Fraktionsvorsitzende
| Jahre                                 | Vorsitzender          |
| Beratender Landesausschuss            | Erich Köhler          |
| Verfassungberatende Landesversammlung | Erich Köhler          |
| 1946–1947                             | Erich Köhler          |
| 1947–1949                             | Heinrich von Brentano |
| 1949–1950                             | Georg Stieler         |
| 1950–1952                             | Werner Hilpert        |
| 1952–1966                             | Erich Großkopf        |
| 1966–1970                             | Hans Wagner           |
| 1970–1972                             | Alfred Dregger        |
| 1972–1974                             | Hans Wagner           |
| 1974–1987                             | Gottfried Milde       |
| 1987–1990                             | Hartmut Nassauer      |
| 1990–1991                             | Roland Koch           |
| 1991–1993                             | Manfred Kanther       |
| 1993–1999                             | Roland Koch           |
| 1999–2003                             | Norbert Kartmann      |
| 2003–2005                             | Franz Josef Jung      |
| 2005–2014                             | Christean Wagner      |
| 2014–2020                             | Michael Boddenberg    |
| seit 2020                             | Ines Claus            |

### Landesgeschäftsführer / Generalsekretär
| Jahre     | Vorsitzender                                       |
| 1945–1947 | Bruno Dörpinghaus                                  |
| 1947–1948 | Ludwig Wagner                                      |
| 1948–1960 | Willy Wolfermann                                   |
| 1960–1961 | Wilhelm Henke                                      |
| 1961–1967 | Hans Henderkes                                     |
| 1968–1970 | Joachim Lehmann                                    |
| 1970–1987 | Manfred Kanther (ab 1980 zugleich Generalsekretär) |
| 1987–1991 | Franz Josef Jung (zugleich Generalsekretär)        |
| 1991–1999 | Siegbert Seitz                                     |
| 1999–2009 | Michael Boddenberg (Generalsekretär)               |
| 2009–2014 | Peter Beuth (Generalsekretär)                      |
| 2014–2024 | Manfred Pentz (Generalsekretär)                    |
| 2024-2025 | Anna-Maria Bischof (Generalsekretärin)             |
| ab 2025   | Leopold Born (kommissarischer Generalsekretär)     |

## Ergebnisse der Landtagswahlen ab 1946
|      |               |       |                 |
| Jahr | Stimmenanteil | Sitze | Spitzenkandidat |
| 1946 | 30,9 %        | 28    | Werner Hilpert  |
| 1950 | 18,8 %        | 12    | Werner Hilpert  |
| 1954 | 24,1 %        | 24    | Wilhelm Fay     |
| 1958 | 32,0 %        | 32    | Wilhelm Fay     |
| 1962 | 28,8 %        | 28    | Wilhelm Fay     |
| 1966 | 26,4 %        | 26    | Wilhelm Fay     |
| 1970 | 39,7 %        | 46    | Alfred Dregger  |
| 1974 | 47,3 %        | 53    | Alfred Dregger  |
| 1978 | 46,0 %        | 53    | Alfred Dregger  |
| 1982 | 45,6 %        | 52    | Alfred Dregger  |
| 1983 | 39,4 %        | 44    | Walter Wallmann |
| 1987 | 42,1 %        | 47    | Walter Wallmann |
| 1991 | 40,2 %        | 46    | Walter Wallmann |
| 1995 | 39,2 %        | 45    | Manfred Kanther |
| 1999 | 43,4 %        | 50    | Roland Koch     |
| 2003 | 48,8 %        | 56    | Roland Koch     |
| 2008 | 36,8 %        | 42    | Roland Koch     |
| 2009 | 37,2 %        | 46    | Roland Koch     |
| 2013 | 38,3 %        | 47    | Volker Bouffier |
| 2018 | 27,0 %        | 40    | Volker Bouffier |
| 2023 | 34,6 %        | 52    | Boris Rhein     |

## Landesgeschäftsstelle

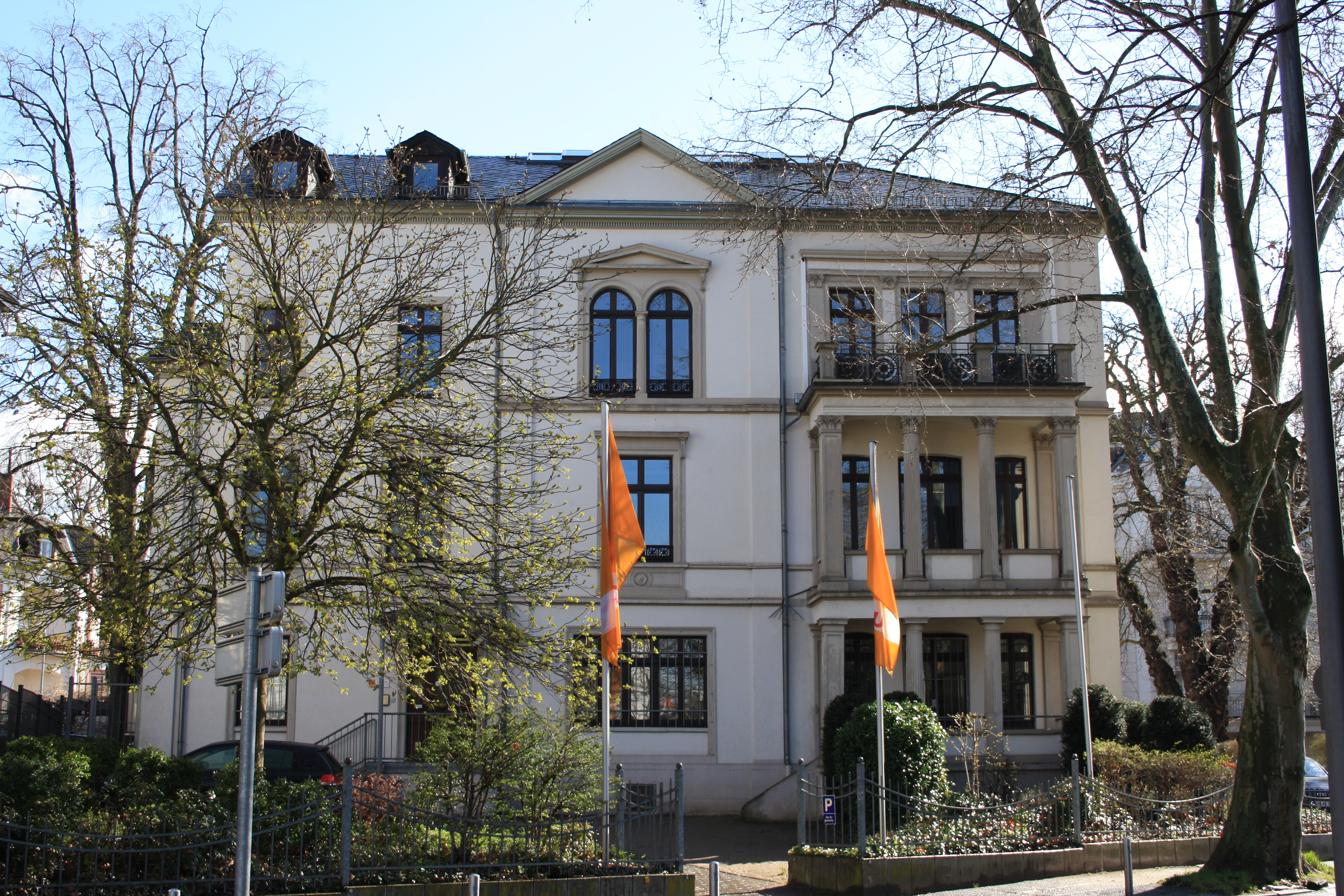
Frankfurter Straße 6

Die Landesgeschäftsstelle der CDU Hessen befindet sich in Wiesbaden in der Frankfurter Straße 6. Das unter Denkmalschutz stehende Gebäude wurde um 1868 erbaut. Im Jahr 2010 entschied die CDU, das Gebäude in Alfred-Dregger-Haus umzubenennen.